# Zangasso
Zangasso ou Sangasso é uma cidade e comuna rural da circunscrição de Cutiala, na região de Sicasso ao sul do Mali. Segundo censo de 1998, havia 13 463 residentes, enquanto segundo o de 2009, havia 19 925. A comuna inclui 10 vilas.

## História
O explorador francês René Caillié parou em Zangasso em 12 de fevereiro de 1828 em sua jornada para Tombuctu. Ele estava viajando com uma caravana que transportava nozes de cola para Jené. Em seu livro Viagens através da Ásia Central para Tombuctu publicado em 1830, escreveu o nome da vila omo Sanasso. Segundo ele:
| “ | Conforme avançamos o terreno ficou arenoso e bel cultivado. O país era geralmente aberto, mas ainda havia cés e nédés rhamnus lotus e nauclea. Nós encontramos uma numerosa caravana de Jené, carregada com sal. Essa caravana era composta de aproximados 200 homens, 60 mulheres e 25 burros. Por volta das 9 horas da manha nós paramos em Sanasso. De Tumaré para Jené, a madeira é tão escassa que a maior parte dos habitantes queimam restolho de milheto. Sanasso é sombreada por algodões e baobás. Como todas as vilas bambaras nessa região, é construída de tijolos cozidos no sol. As casas têm apenas térreo; há muita sujeita e [é] cercada por muralhas. | ” |

Caillié registra detalhes de muitas plantas. O cés são árvores de erva Carité das quais é feito o ori. Nédé é Parkia biglobosa.  Rhamnus lotus é um sinônimo de Ziziphus lotus, e sua nauclea eram provavelmente Mitragyna inermis. Em 1889, o fama Tiebá Traoré (r. 1866–1893) do Reino de Quenedugu envia sofás para atacá-la e trazer cativos. Em 1895-1896, Sagaba, no cantão de Zangasso, rebelou-se contra Babemba (r. 1893–1898). Em 1898, Tiesingam de Zangasso participou na expedição contra os insurgentes. Babemba, ao tomar ciência da presença de uma força na região, retirou-se para Zangasso.